# Maswasi
Maswasi is een nagar panchayat (plaats) in het district Rampur van de Indiase staat Uttar Pradesh. 

## Demografie
Volgens de Indiase volkstelling van 2001 wonen er 15.207 mensen in Maswasi, waarvan 53% mannelijk en 47% vrouwelijk is. De plaats heeft een alfabetiseringsgraad van 33%. 